# Borkovići (Plužine)
Pour les articles homonymes, voir Borkovići.
Borkovići (en serbe cyrillique : Борковићи) est un village de l'ouest du Monténégro, dans la municipalité de Plužine.

## Démographie

### Évolution historique de la population
| 1948 | 1953 | 1961 | 1971 | 1981 | 1991 | 2003 |
| ---- | ---- | ---- | ---- | ---- | ---- | ---- |
| 311  | 316  | 298  | 310  | 275  | 174  | 131  |